# Валькумей
Валькуме́й — заброшенный посёлок (бывший посёлок городского типа) в Чаунском районе Чукотского автономного округа России.
Название в переводе с чук. Вылӄыӈэй — «угольная гора» (от вылӄы «уголь», -ӈэй/-ӈай «гора»).

## История
В 1930-х годах молодой советский геолог В. Г. Дитмар, проводя топосъёмку местности и анализ перспектив разработки полезных ископаемых, предсказал наличие больших количеств касситерита — оловянной руды. Впоследствии его выкладки были подтверждены целевыми группами геологов.
Рудник был основан 12 апреля 1941 года, в целях разработки оловянного месторождения Валькумей. Статус посёлка городского типа — с 1959 года. В настоящее время производство полностью свёрнуто.

## Население
| 1959 | 1970  | 1979  | 1989  | 2002 | 2010 | 2015 |
| ---- | ----- | ----- | ----- | ---- | ---- | ---- |
| 2017 | ↗3059 | ↗3417 | ↗3906 | ↘0   | →0   | →0   |

## Промышленность и социальная инфраструктура
Образующее предприятие Певекский горно-обогатительный комбинат (центральная контора в п. Валькумей, рудник «Валькумей»). Предприятие оловодобывающей промышленности всесоюзного значения.
- Шахта с нижним горизонтом − 700 метров, общая протяжённость выработок около 600 километров. * Горно-обогатительная фабрика по переработке оловянной руды (№ 521-бис).
- ВГСЧ, 3 автотранспортных предприятия хозяйственного и промышленного значения, компрессорная станция вентиляции выработок, электроподстанция, дизельная электростанция, малая котельная (нижний поселок), мастерская КИПиА, механическая мастерская (мехцех), мастерская по ремонту силового оборудования (электроцех). Химическая и геофизическая лаборатории.
- Тепловая котельная, водокачка, продовольственный склад, молочная станция, гастроном, магазин «Промтовары», магазин «Мясо-рыба», тепличное хозяйство для обеспечения внутренних нужд свежими овощами (в основном огурцы).
- Школа, вечерняя школа, музыкальная школа, ясли-сад, детский сад «Мотылёк», «Веснушки», «Улыбка». Дом культуры «Горняк», профилакторий, поликлиника.

## Транспорт
Трасса Певек — Валькумей, протяженностью 13 километров на юго-юго-запад от г. Певек. Зимник Западный — Валькумей. Ближайший аэропорт — «Певек».

## Примечательные места
- Опер-Пост (координаты 69°36′51″ с. ш. 170°09′44″ в. д.HGЯO), мыс Матюшкина.
- «Вагонетка» (координаты 69°36′31″ с. ш. 170°10′42″ в. д.HGЯO) — памятник на въезде в посёлок в виде пневматического погрузчика с вагонеткой. В настоящее время памятник демонтирован и установлен возле краеведческого музея в г. Певек
- «Триналка» — заброшенная и затопленная шахта № 13. Использовалась как искусственное водохранилище для забора воды и место отдыха (купание, катание на плотах).
- «Воронка» — большая воронка (диаметр эллиптической формы 40х60 метров, глубина до 40—50 метров), предположительно образовавшаяся после взрыва большой мощности в одной из штолен шахты.
- «Труба» — длинный канал водоснабжения, из располовиненных 200 литровых бочек на опорах, продлевающийся до Певека, по которому можно было не спускаясь на землю, перемещаться между населёнными пунктами (пользовался популярностью у детей).
- «1-я, 2-я, 3-я речки» и «двурогий» — распадки между сопками с понижением к уровню моря, пересекающие дорогу в сторону п. Западный. Использовались как место для удобных подходов к берегу моря, как места отдыха, созидательного досуга (грибы, ягоды, рыбалка).

Кроме того, на территории посёлка и прилегающих, сохранились многочисленные постройки времён основания посёлка, созданные в том числе заключёнными из обычных камней.